# Extatosoma tiaratum
Extatosoma tiaratum är en insektsart. Extatosoma tiaratum ingår i släktet Extatosoma och familjen Phasmatidae.

## Underarter
Arten delas in i följande underarter:
- E. t. tiaratum
- E. t. bufonium